# Troianî, Sambir
Troianî (în ucraineană Трояни) este un sat în comuna Vilșanîk din raionul Sambir, regiunea Liov, Ucraina.

## Demografie
Componența lingvistică a localității Troianî
     Ucraineană (98,85%)
     Rusă (1,15%)
Conform recensământului din 2001, majoritatea populației localității Troianî era vorbitoare de ucraineană (98,85%), existând în minoritate și vorbitori de rusă (1,15%).